# Sammenslutningen af Unge Med Handicap
|  | Dublet Denne artikel handler om det samme som Sumh. (Diskutér artiklen) |

Sammenslutningen af Unge Med Handicap (Forkortet: SUMH; Tidligere: De Samvirkende Invalideorganisationers Ungdom) er en dansk ungdomspolitisk paraplyorganisation for unge med handicap, der blev stiftet i 1981, foreningen har i dag omkring 4.000 medlemmer. Den 1. august 2008 skiftede organisationen navn til sit nuværende. Foreningens nuværende formand er Mads Brix Baulund og næstformand Sigrid Stilling Netteberg.

## Medlemsorganisationer
I Sammenslutningen af Unge Med Handicap er der 12 medlemsorganisationer:
- Dansk Blindesamfunds Ungdom
- Danske Døves Ungdomsforbund
- Dansk Epilepsiforenings Ungdomsudvalg
- Foreningen Danske Døvblindes ungdom
- ForeningeN af Unge med Gigt
- Hovedtropperne
- Høreforeningens Ungdomsudvalg
- Muskelsvindfondens Ungdomsgruppe
- SIND Ungdom
- Spastikerforeningens Ungdom
- ULF-Ungdom
- Ungdomskredsen - Dansk Handicap Forbund